# Joanne King
Joanne King (Dublin, 20 de abril de 1983) é uma atriz irlandesa. Ela estudou na St. Brigid's Girls School, em Cabinteely e na St. Joseph of Cluny Killiney. Ela formou-se na Escola de Teatro Gaiety, em Dublin.
Ela mudou-se para Londres para seguir o seu sonho de se tornar uma atriz e estava a trabalhar na BBC quando ela foi a um casting para um papel em Casualty. Ela interpretou a personagem Cyd (Cynthia Pyke) nessa série. Ela apareceu na segunda e terceira e quarta temporadas da série de The Tudors como Jane Boleyn, viscondessa Rochford.

## Filmografia
- Massive (2008)
- The Tudors (2008-2010)
- Trial & Retribution
- Shameless (2008)
- The Omid Djalili Show (2007)
- Casualty (2006 - 2007)[1]
- The Exile Files (2006)
- Boy Eats Girl (2005)